# Чуреев, Валентин Валерьевич
Валенти́н Вале́рьевич Чуре́ев (род. 29 августа 1986, Гурьев, Казахская ССР, СССР) — казахстанский футболист, полузащитник.

## Карьера

### Клубная
Воспитанник атырауского футбола. Карьеру начинал в местном «Атырау». Дебютировал на профессиональном уровне в 2004 году в составе фарм-клуба «Мунайлы» в Первой лиге. За основную команду выступал в Премьер-лиге в 2005—2016 годах и стал обладателем Кубка Казахстана. В 2010 году провёл 2 матча в Лиге Европы против венгерского «Дьёра» (0:3 и 0:2). В 2017 году перешёл в «Кайсар», в составе которого также становился обладателем национального Кубка. В 2020 году вернулся в «Атырау» и помог команде вернуться в Премьер-лигу. По окончании сезона завершил карьеру.

### В сборной
В 2007 году провёл 4 матча в составе молодёжной сборной Казахстана.

## Достижения
- Обладатель Кубка Казахстана (2): 2009, 2019
- Победитель Первой лиги: 2020